# Gymnophora damula
Gymnophora damula är en tvåvingeart som beskrevs av Brown 1987. Gymnophora damula ingår i släktet Gymnophora och familjen puckelflugor. Inga underarter finns listade i Catalogue of Life.